# Čifáre
Čifáre és un municipi del districte de Nitra a la regió de Nitra, Eslovàquia, amb una població estimada a final de l'any 2017 de 607 habitants. Està situat al centre-oest de la regió, a la vall del riu Nitra (conca hidrogràfica del Danubi) i prop de la frontera amb la regió de Trnava.

## Demografia
| Godina             | 1994 | 2004   | 2014   | 2024   |
| ------------------ | ---- | ------ | ------ | ------ |
| Nombre de persones | 598  | 648    | 616    | 591    |
| Diferència         |      | +8,36% | −4,93% | −4,05% |

| Godina             | 2023 | 2024   |
| ------------------ | ---- | ------ |
| Nombre de persones | 603  | 591    |
| Diferència         |      | −1,99% |